# 미시마히로코지역
미시마히로코지역(일본어: 三島広小路駅)은 일본 시즈오카현 미시마시에 있는 이즈하코네 철도 슨즈 선의 역이다.

## 역사
- 1898년 5월 20일: 아타미 철도, 미시마마치(현, 미시마타마치) ~ 미시마(현, 시모토가리) 구간의 연장 개통. 현재 지점에는 역이 없음.
- 1906년 10월 1일: 슨즈 전기철도, 누마즈 정차장 앞(후, 누마즈 역) ~ 미시마로쿠탄다 간 개업.
- 1907년 7월 19일: 이타미 철도를 이즈 철도에 양도.
- 1908년
  - 8월 3일: 슨즈 전기철도, 미시마로쿠탄다 ~ 미시마마치 간 개업. 누마즈 방면 노선은 이즈 철도선의 건널목에서 분단되어 승강장도 따로 건설됨.
  - 10월 1일: 이즈 철도가 궤도 선과의 평면교차의 승인으로 궤도 선 미시마마치 ~ 누마즈 정차장 앞 간 직통 개시.
- 1912년 4월 1일: 슨즈 전기철도가 이즈 철도를 매수.
- 1914년: 철도선에 히로코지 연락소 개업.
- 1914년말: 궤도 선 미시마로쿠탄다 ~ 미시마마치 간 휴지.
- 1915년 1월 18일: 궤도 선 미시마로쿠탄다 ~ 미시마마치 간 폐지.
- 1916년 10월 5일: 슨즈 전기철도가 후지 수력 전기와 합병.
- 1917년 11월 5일: 후지 수력 전기철도와 궤도 사업을 슨즈 철도에 양도.
- 1919년 5월 25일: 철도선 미시마 ~ 미시마마치 간 전화 궤도 선이 미시마마치까지 운행 개시.
- 1928년 4월 18일: 히로코지 연락소를 미시마히로코지로 명칭 변경.
- 1934년 12월 1일: 철도선 미시마(구) ~ 미시마히로코지 간 폐지로 미시마(신) ~ 미시마히로코지 간 개통.
- 1938년 4월 6일: 슨즈 철도가 슨즈 철도 하코네 유람선으로 회사명 변경.
- 1940년 11월 28일: 슨즈 철도 하코네 유람선이 준두 철도로 회사명 변경.
- 1949년 4월 1일: 궤도선 영업 열차의 미시마마치까지 직통 운전 폐지.
- 1957년 6월 1일: 슨즈 철도가 이즈하코네 철도로 회사명 변경.
- 1959년 9월 7일: 철도선의 가선 전압 승압 및 궤도 선 차고를 나가사와로 이전하고 철도선에 대한 궤도 선 회송 열차의 직결 운행 폐지.
- 1963년 2월 5일: 궤도 선의 전 노선 폐지.
- 1964년 9월 17일: 미시마 ~ 다이바 간 자동 폐색화.
- 1967년 3월 25일: 미시마 ~ 슈젠지 간 자동 신호화.
- 1972년
  - 10월 1일: 미시마히로코지 역에서 수소화물 영업 폐지.
  - 12월: ATS도입.
- 1978년 12월: 열차 무선, 지진계 설치.
- 1985년 11월 1일: CTC 도입.
- 2002년 1월 25일: 미시마히로코지 역에서 자동 개찰 공용 개시.
- 2006년 12월 18일: 긴급 지진 속보 경보 시스템 운용 개시.
- 2007년 3월 31일: CTC갱신.
- 2009년 4월 1일: 특급 "오도리코"를 제외한 열차에서의 원맨 운전 개시.

## 역 구조
단선 승강장 1면 1선의 지상역이다. 미시마 여름 축제 등의 때는 꽤 혼잡하기 때문에 구내가 넓게 지어졌다. 그러나, 슈젠지 역보다 승강장의 끝은 상당히 좁은 위험한 통과 열차가 오는 경우에는 역무원이 옥수수를 세운다.
자동 개찰기, 매점이 설치되었다. 택시 정류장은 개찰구를 나오고 정면에 있고 택시 승강장은 전 노면 전차 정류장에 위치한다.
접근 방송은 여성의 방송이 나온다. 시간대마다 상세한 방송이 될 수 있다. 흐르는 타이밍은 제각각이어서 흐르지 않는 경우도 있다(역원이 역무원실 밖에서 수동으로 조작을 하고 있어 개찰에서 대응하고 있다고 조작할 수 없는 것이 있기 때문). 또한, 발차 시에 발차 벨이 울리지만 전 자음이 아니다(종전 1곳에만 있는 트럼펫형이었다).
자동 매표기가 4대 설치되어 있고 역사 내 1대는 터치 패널식이다.

### 승강장
|                 | ■ 슨즈 선(하행) | 다이바・이즈나가오카・오히토・슈젠지 방면 |
| ■ 슨즈 선(상행) | 미시마 방면     |                                           |

## 역 주변
근처에 상가가 있는 주변은 붐비고 있다.
- 이즈 고쿠분지
- 렌타사이 크루 "카와세미호" - 미시마 역 남쪽 출입구 관광 안내소, 미시마타이샤 주차장, 히로코지 주차장의 3개소에서 하차 가능.
- 이온 키미사와 히로 코지점
- 미스터 도넛 미시마히로코지점
- 패스 테리어 지중해(이탈리아 요리점)
- 벚꽃 집
- 쓰바사 초밥
- 수예 전문점 다카시마 가게 본점
- 미시마 중앙 병원(구, 세키 병원)
- 시즈오카 은행 미시마나카지마 지점
- 미시마 신용 금고 니시 지점
- 미시마 신용 금고 본점
- 미시마 플라자 호텔
- 히로 코지 신코 파크
- 시즈오카 지방 도로 22호
- 시즈오카 지방 도로 145호

## 인접역
| 이즈하코네 철도 ■ 슨즈 선 | 이즈하코네 철도 ■ 슨즈 선 | 이즈하코네 철도 ■ 슨즈 선     |
| ------------------------- | ------------------------- | ----------------------------- |
| IS01 미시마 미시마 방면   |                           | 미시마타마치 IS03 슈젠지 방면 |